# Cerdà
Pour les articles homonymes, voir Cerda (homonymie).
Cerdà, en valencien et officiellement, (Cerdá en castillan), est une commune d'Espagne de la province de Valence dans la Communauté valencienne. Elle est située dans la comarque de la Costera et dans la zone à prédominance linguistique valencienne.

## Géographie

Localisation de Cerdà
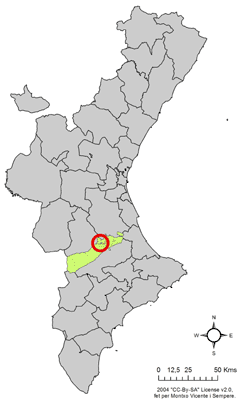
dans la Communauté valencienne.
dans la comarque de la Costera.

### Localités limitrophes
Le territoire municipal de Cerdà est voisin de celui des communes suivantes :
Canals, La Granja de la Costera, Xàtiva, Llanera de Ranes, Torrella et Vallés, toutes situées dans la province de Valence.

## Histoire
Peu de documents parlent de cette ville mais il semblerait qu'il s'agisse d'une ancienne nécropole romaine si l'on en juge par le peu de restes qu'on a retrouvé au Torrente de Fenollet. On sait qu'il s'agissait d'un hameau arabe avant la Reconquista et que ce lieu se nommait Ferrán (du nom des premiers propriétaires chrétiens) jusqu'au XVIe siècle. Ce n'est qu'après que le lieu prit le nom de Cerdà en l'honneur des nouveaux propriétaires. Les Cerdà sont arrivés dans le Royaume de Valence avec la Reconquista, leur nom de famille signifie celui qui vient de Cerdagne.

## Démographie
| 1990 | 1992 | 1994 | 1996 | 1998 | 2000 | 2002 | 2004 | 2005 |
| ---- | ---- | ---- | ---- | ---- | ---- | ---- | ---- | ---- |
| 273  | 256  | 272  | 282  | 293  | 287  | 286  | 291  | 304  |

### Sources
- (es) Cet article est partiellement ou en totalité issu de l’article de Wikipédia en espagnol intitulé « Cerdá » (voir la liste des auteurs).
- (es) Varaciones de los municipios de España desde 1842, Ministerio de administraciones públicas, octobre 2008, 364 p. (lire en ligne) [PDF]